# Grand Prix-wegrace van Frankrijk 1961
De Grand Prix-wegrace van Frankrijk 1961 was de derde Grand Prix van het wereldkampioenschap wegrace voor motorfietsen in het seizoen 1961. De races werden verreden op 21 mei op het Circuit de Charade nabij Clermont-Ferrand. In deze Grand Prix kwamen de 500cc-, de 250cc-klasse, de 125cc-klasse en de zijspanklasse aan de start.

## Algemeen
De Franse Grand Prix kende geen 350cc-race, maar er vond wel een nationale 50cc-race plaats, die werd gewonnen door Jean-Claude Serre met een Itom. De MV Agusta's verschenen in de baan met het MV Privat-logo op de tank. Yamaha verscheen voor het eerst als fabrieksteam in een WK-wedstrijd: Fumio Ito en Tansharu Noguchi startten met Yamaha RD 48's in de 250cc-race en Tansharu Noguchi met een Yamaha RA 41 in de 125cc-klasse.

## 500cc-klasse
De Franse 500cc-Grand Prix miste een groot aantal vaste deelnemers omdat ze zonder de 350cc-race niet veel startgeld zouden krijgen. Zoals verwacht won Gary Hocking voor Mike Hailwood, maar een aantal onbekende rijders scoorden punten, zoals de Fransman Antoine Paba, die derde werd, de debuterende Gyula Marsovszky, Fritz Messerli en Roland Föll.
| Pos | Coureur           | Merk      | Tijd      | Punten |
| --- | ----------------- | --------- | --------- | ------ |
| 1   | Gary Hocking      | MV Privat | 1:04"26'6 | 8      |
| 2   | Mike Hailwood     | Norton    | +1"19'7   | 6      |
| 3   | Antoine Paba      | Norton    | +1 ronde  | 4      |
| 4   | Gyula Marsovszky  | Norton    | +1 ronde  | 3      |
| 5   | Fritz Messerli    | Matchless | +1 ronde  | 2      |
| 6   | Roland Föll       | Matchless | +1 ronde  | 1      |
| 7   | Raphaël Orinel    | Norton    | +2 ronden |        |
| 8   | Luigi Bernagozzi  | Norton    |           |        |
| 9   | René Goetz        | BSA       |           |        |
| 10  | Georges Cony      | Norton    |           |        |
| 11  | Jacques Insermini | Norton    |           |        |
| 12  | Bruno Hofmann     | Norton    |           |        |

| Coureur              | Merk      | Oorzaak |
| -------------------- | --------- | ------- |
| Hans Pesl            | Norton    |         |
| Toni Schmitz         | Norton    |         |
| Pierre James         | Norton    |         |
| Bror-Erland Carlsson | Matchless |         |

| Coureur              | Merk      | Oorzaak |
| -------------------- | --------- | ------- |
| Eduardo Salatino     | Norton    |         |
| Jorge Kissling       | Matchless |         |
| Juan Carlos Salatino | Norton    |         |
| Juan Perkins         | Norton    |         |
| Bert Schneider       | Norton    |         |
| Jack Findlay         | Norton    |         |
| Tom Phillis          | Norton    |         |
| Frank Perris         | Norton    |         |
| Mike Duff            | Matchless |         |
| Ernst Hiller         | BMW       |         |
| Hans-Günter Jäger    | BMW       |         |
| Alistair King        | Norton    |         |
| Bob McIntyre         | Norton    |         |
| John Farnsworth      | Norton    |         |
| Peter Chatterton     | Norton    |         |
| Phil Read            | Norton    |         |
| Ron Langston         | Matchless |         |
| Alberto Pagani       | Norton    |         |
| Peter Pawson         | Norton    |         |
| Paddy Driver         | Norton    |         |

### Top tien tussenstand 500cc-klasse
| Pos | Coureur           | Merk                  | Ptn |
| --- | ----------------- | --------------------- | --- |
| 1   | Gary Hocking      | MV Agusta / MV Privat | 16  |
| 2   | Mike Hailwood     | Norton                | 9   |
| 3   | Frank Perris      | Norton                | 6   |
| 4   | Hans-Günter Jäger | BMW                   | 4   |
| 4   | Antoine Paba      | Norton                | 4   |
| 6   | Gyula Marsovszky  | Norton                | 3   |
| 7   | Ernst Hiller      | BMW                   | 2   |
| 7   | Fritz Messerli    | Matchless             | 2   |
| 9   | Roland Föll       | Matchless             | 1   |
| 9   | Lothar John       | BMW                   | 1   |

## 250cc-klasse

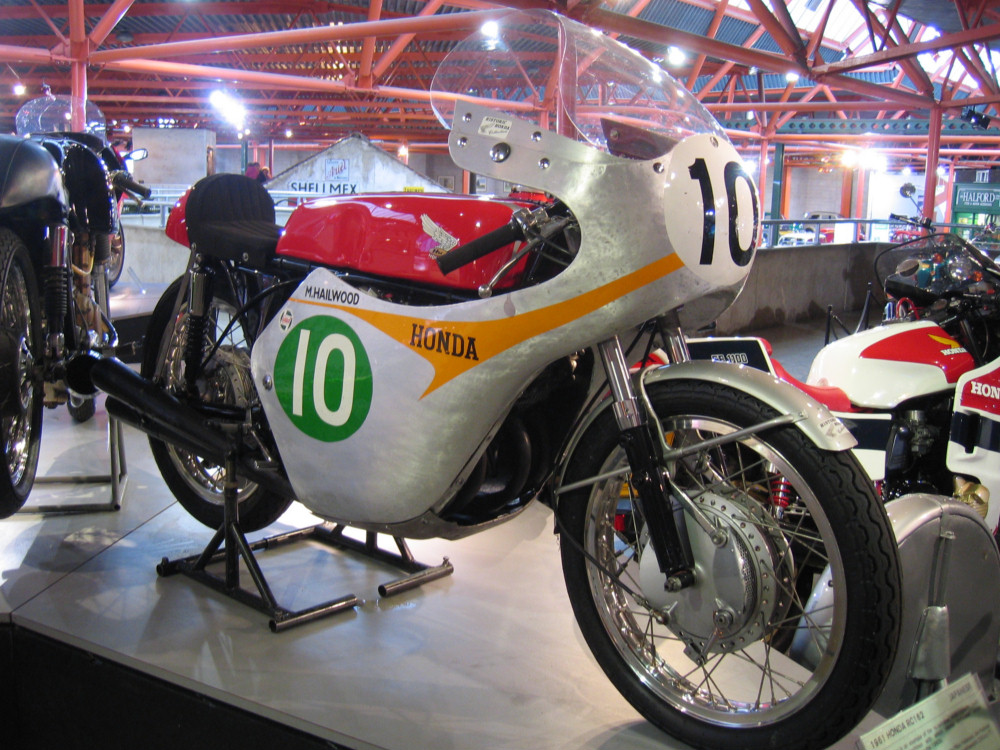
Mike Hailwood's Honda RC 162 was geen officiële fabrieksracer, maar door zijn vader Stan gehuurd.

Voor de tweede keer op rij viel Gary Hocking met zijn MV Agusta 250 Bicilindrica uit en stond er geen maat op de Honda RC 162's. Dit keer won Tom Phillis voor privérijder Mike Hailwood en Kunimitsu Takahashi. De Yamaha's maakten nog niet veel indruk. Snelste man Fumio Ito werd op een ronde gereden.
| Pos | Coureur             | Merk    | Tijd      | Punten |
| --- | ------------------- | ------- | --------- | ------ |
| 1   | Tom Phillis         | Honda   | 1:00"00'2 | 8      |
| 2   | Mike Hailwood       | Honda   | +30'3     | 6      |
| 3   | Kunimitsu Takahashi | Honda   | +1"21'8   | 4      |
| 4   | Tarquinio Provini   | Morini  |           | 3      |
| 5   | Silvio Grassetti    | Benelli |           | 2      |
| 6   | Jim Redman          | Honda   |           | 1      |
| 7   | Alan Shepherd       | MZ      |           |        |
| 8   | Fumio Ito           | Yamaha  | +1 ronde  |        |
| 9   | Marcelin Herranz    | Morini  |           |        |
| 10  | Tansharu Noguchi    | Yamaha  |           |        |

| Coureur      | Merk      | Oorzaak    |
| ------------ | --------- | ---------- |
| Gary Hocking | MV Privat | Mechanisch |

| Coureur           | Merk   |
| ----------------- | ------ |
| Luigi Taveri      | Honda  |
| František Šťastný | Jawa   |
| Ernst Degner      | MZ     |
| Hans Fischer      | MZ     |
| Werner Musiol     | MZ     |
| Bob McIntyre      | Honda  |
| Dan Shorey        | NSU    |
| Naomi Taniguchi   | Honda  |
| Sadao Shimazaki   | Honda  |
| Yoshikazu Sunako  | Yamaha |

### Top tien tussenstand 250cc-klasse
| Pos | Coureur             | Merk                  | Ptn |
| --- | ------------------- | --------------------- | --- |
| 1   | Tom Phillis         | Honda                 | 14  |
| 2   | Kunimitsu Takahashi | Honda                 | 12  |
| 3   | Jim Redman          | Honda                 | 10  |
| 4   | Gary Hocking        | MV Agusta / MV Privat | 8   |
| 5   | Tarquinio Provini   | Morini                | 7   |
| 6   | Silvio Grassetti    | Benelli               | 6   |
| 6   | Ernst Degner        | MZ                    | 6   |
| 6   | Hans Fischer        | MZ                    | 6   |
| 6   | Mike Hailwood       | Mondial / Honda       | 6   |
| 10  | Alan Shepherd       | MZ                    | 2   |

## 125cc-klasse

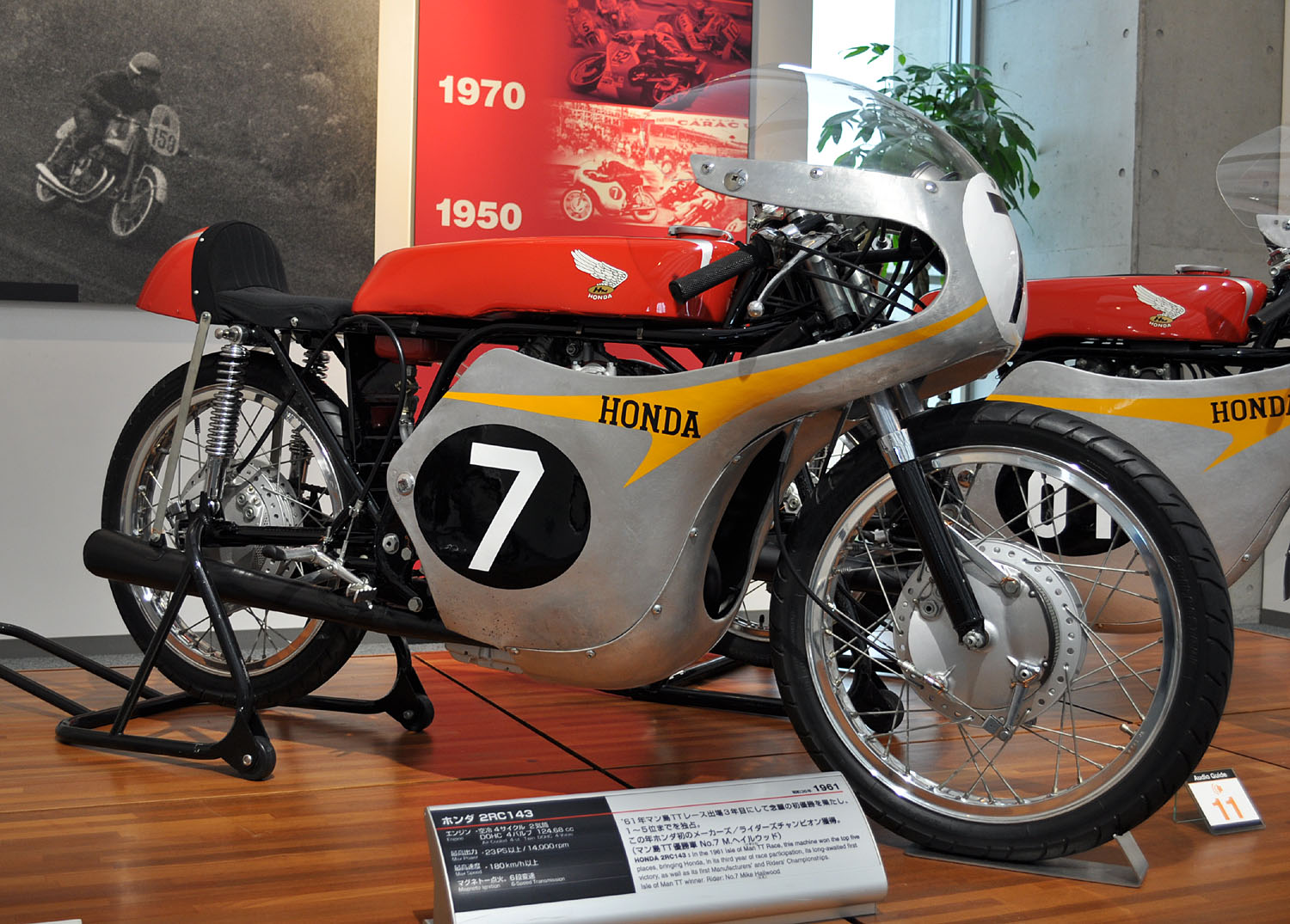
De Honda 2RC 143 was eigenlijk bedoeld als tussenmodel voor de RC 143 uit 1960 en de nieuwe RC 144. De RC 144 was tijdens de GP van Duitsland echter zeer tegengevallen en in Frankrijk won Phillis met de 2RC 143.

Honda had de RC 144's, die in de Duitse GP zo slecht gepresteerd hadden, terug naar Japan gestuurd en trad weer aan met de 2RC 143. Dat werkte: Tom Phillis won de race en Jim Redman werd derde. Ernst Degner finishte met zijn MZ RE 125 echter praktisch tegelijk met Phillis. Ook hier trad Yamaha aan: Tansharu Noguchi werd met een ronde achterstand achtste.
| Pos | Coureur             | Merk      | Tijd      | Punten |
| --- | ------------------- | --------- | --------- | ------ |
| 1   | Tom Phillis         | Honda     | 55"41'2   | 8      |
| 2   | Ernst Degner        | MZ        | +0'2      | 6      |
| 3   | Jim Redman          | Honda     | +1"02'6   | 4      |
| 4   | Mike Hailwood       | EMC       |           | 3      |
| 5   | Luigi Taveri        | Honda     |           | 2      |
| 6   | Kunimitsu Takahashi | Honda     |           | 1      |
| 7   | Ulf Svensson        | Ducati    |           |        |
| 8   | Tansharu Noguchi    | Yamaha    | +1 ronde  |        |
| 9   | Benjamin Savoye     | Mondial   |           |        |
| 10  | René Barone         | MV Agusta | +2 ronden |        |

| Coureur             | Merk    |
| ------------------- | ------- |
| Héctor Pochettino   | Bultaco |
| Hans Fischer        | MZ      |
| Walter Brehme       | MZ      |
| Werner Musiol       | MZ      |
| Ricardo Quintanilla | Bultaco |
| Alan Shepherd       | MZ      |
| Phil Read           | EMC     |
| Ralph Rensen        | Bultaco |
| Rex Avery           | EMC     |
| John Grace          | Bultaco |
| László Szabó        | MZ      |
| Naomi Taniguchi     | Honda   |
| Sadao Shimazaki     | Honda   |
| Teisuke Tanaka      | Honda   |

### Top tien tussenstand 125cc-klasse
| Pos | Coureur             | Merk    | Ptn |
| --- | ------------------- | ------- | --- |
| 1   | Ernst Degner        | MZ      | 20  |
| 2   | Tom Phillis         | Honda   | 16  |
| 3   | Jim Redman          | Honda   | 8   |
| 4   | Alan Shepherd       | MZ      | 6   |
| 4   | Mike Hailwood       | EMC     | 6   |
| 6   | Walter Brehme       | MZ      | 4   |
| 6   | Luigi Taveri        | Honda   | 4   |
| 8   | Hans Fischer        | MZ      | 3   |
| 9   | John Grace          | Bultaco | 2   |
| 9   | Kunimitsu Takahashi | Honda   | 2   |

## Zijspanklasse
Fritz Scheidegger/Horst Burkhardt waren de derde winnende combinatie in drie races. Max Deubel/Emil Hörner, die in Duitsland gewonnen hadden, werden nu tweede voor Edgar Strub/Kurt Huber.
| Pos | Coureur           | Bakkenist       | Merk | Tijd    | Punten |
| --- | ----------------- | --------------- | ---- | ------- | ------ |
| 1   | Fritz Scheidegger | Horst Burkhardt | BMW  | 58"53'4 | 8      |
| 2   | Max Deubel        | Emil Hörner     | BMW  | +1"13'0 | 6      |
| 3   | Edgar Strub       | Kurt Huber      | BMW  | +2"15'0 | 4      |
| 4   | Arsenius Butscher | Alfred Schmidt  | BMW  | +2"30'8 | 3      |
| 5   | Otto Kölle        | Dieter Hess     | BMW  | +3"54'4 | 2      |
| 6   | August Rohsiepe   | Lothar Böttcher | BMW  |         | 1      |

| Coureur           | Bakkenist             | Merk | Oorzaak |
| ----------------- | --------------------- | ---- | ------- |
| Helmut Fath       | Alfred Wohlgemuth (†) | BMW  | [ 2 ]   |
| Florian Camathias | Hilmar Cecco (†)      | BMW  | [ 3 ]   |

| Coureur               | Bakkenist       | Merk      |
| --------------------- | --------------- | --------- |
| Henry Curchod         | Armand Beyeler  | BMW       |
| Heinz Luthringshauser | Heiner Vester   | BMW       |
| Loni Neußner          | Fritz Reitmaier | BMW       |
| Jo Rogliardo          | Marcel Godillot | BMW       |
| Charlie Freeman       | Billie Nelson   | Norton    |
| Chris Vincent         | John Thornton   | BSA       |
| Colin Seeley          | Wally Rawlings  | Matchless |
| Jackie Beeton         | Eddie Bulgin    | Norton    |
| Pip Harris            | Ray Campbell    | BMW       |

### Top tien tussenstand zijspanklasse
| Pos | Coureur               | Bakkenist                            | Merk | Ptn |
| --- | --------------------- | ------------------------------------ | ---- | --- |
| 1   | Fritz Scheidegger     | Horst Burkhardt                      | BMW  | 20  |
| 2   | Max Deubel            | Emil Hörner                          | BMW  | 14  |
| 3   | Helmut Fath           | Alfred Wohlgemuth (†)                | BMW  | 8   |
| 3   | Arsenius Butscher     | Manfred Ludwigkeit en Alfred Schmidt | BMW  | 8   |
| 3   | Edgar Strub           | Kurt Huber                           | BMW  | 8   |
| 6   | Otto Kölle            | Dieter Hess                          | BMW  | 6   |
| 7   | August Rohsiepe       | Lothar Böttcher                      | BMW  | 4   |
| 8   | Heinz Luthringshauser | Heiner Vester                        | BMW  | 2   |
| 9   | Loni Neußner          | Fritz Reitmaier                      | BMW  | 1   |
| 9   | Jo Rogliardo          | Marcel Godillot                      | BMW  | 1   |

1920 · 1921 · 1922 · 1923 · 1924 · 1925 · 1926 · 1927 · 1928 · 1929 · 1930 · 1931 · 1932 · 1933 · 1935 · 1936 · 1937 · 1938 · 1939 · 1949 · 1951 ·  1953 · 1954 · 1955 · 1958 · 1959 · 1960 · 1961 · 1962 · 1963 · 1964 · 1965 · 1966 · 1967 · 1969 · 1970 · 1972 · 1973 · 1974 · 1975 · 1976 · 1977 · 1978 · 1979 · 1980 · 1981 · 1982 · 1983 · 1984 · 1985 · 1986 · 1987 · 1988 · 1989 · 1990 · 1991 · 1992 · 1994 · 1995 · 1996 · 1997 · 1998 · 1999 · 2000 · 2001 · 2002 · 2003 · 2004 · 2005 · 2006 · 2007 · 2008 · 2009 · 2010 · 2011 · 2012 · 2013 · 2014 · 2015 · 2016 · 2017 · 2018 · 2019 · 2020 · 2021 · 2022 · 2023 · 2024 · 2025